# 조영규 (1947년)
조영규(趙暎奎, 1947년 10월 15일 ~ )은 대한민국의 정치인이다. 제50대 경상남도 함안군수이다.

## 학력
- 가야국민학교 졸업
- 함안중학교 졸업
- 함안농업고등학교 졸업
- 1973 광주가톨릭대학교 예과 졸업
- 2014 ~ 2016 부산대학교 조경학과 학사 졸업

### 비학위 수료
- 1994 ~ 1995 중앙대학교 행정대학원 사법행정학과 공안행정 졸업

## 경력
- 1990.12 대통령 민정비서실 행정관
- 1992.12 대검찰청 검찰총장비서실 실장
- 1996 고려대학교 생명환경과학대학원 고위정책과정 수료
- 1997.03 더불어사는 사회연구소 이사장
- 1998 창원대학교 경영대학원 최고경영자과정 수료
- 1999.01 창원지방검찰청 부이사관
- 2007.12 ~ 2010.06 제50대 경상남도 함안군수
- 한나라당

## 역대 선거 결과
|  | 46.13% |

|  | 38.77% |

|  | 42.61% |

| 전임 진석규 (권한대행)배종대 | 제50대 경상남도 함안군수 2007년 12월 20일 ~ 2010년 6월 30일 | 후임 하성식 |